# 구장청년역
구장청년역(球場靑年驛)은 조선민주주의인민공화국 평안북도 구장군에 있는 평덕선, 만포선,청년팔원선과 룡암선의 철도역이다. 평덕선과 평라선이 교차하는 환승역이며, 개업 당시 이름은 구장역(球場驛)이었다.

## 역사
- 1933년 10월 15일 : 개업[1]